# Victor Franz Hess
Victor Franz Hess (Waldstein, 24 de junho de 1883 — Mount Vernon, 17 de dezembro de 1964) foi um físico austríaco-norte-americano, e ganhador do Prêmio Nobel de física  que descobriu os raios cósmicos.

## Carreira
De 1901 a 1905, Hess foi estudante de graduação na Universidade de Graz e continuou seus estudos de pós-graduação em física até receber seu doutorado em 1910. Ele trabalhou como assistente de Stefan Meyer no Instituto de Pesquisa do Rádio, Academia de Ciências de Viena, de 1910 a 1920.

## Raios cósmicos
Entre 1911 e 1913, Hess realizou o trabalho que lhe rendeu o Prêmio Nobel de Física em 1936. Por muitos anos, os cientistas ficaram intrigados com os níveis de radiação ionizante medidos na atmosfera. A suposição na época era que a radiação diminuiria à medida que a distância da Terra, a fonte então assumida da radiação, aumentasse. Os eletroscópios usados anteriormente deram uma medida aproximada da radiação, mas indicou que em maior altitude na atmosfera o nível de radiação pode realmente ser maior do que no solo. Hess abordou esse mistério primeiro aumentando muito a precisão do equipamento de medição e depois levando pessoalmente o equipamento para cima em um balão. Ele mediu sistematicamente a radiação em altitudes de até 5,3 quilômetros (3,3 milhas) durante 1911-1912. Os voos ousados eram feitos tanto de dia quanto à noite, com risco significativo para si mesmo.
O resultado do trabalho meticuloso de Hess foi publicado nos Anais da Academia de Ciências de Viena, e mostrou que o nível de radiação diminuiu até uma altitude de cerca de 1 quilômetro (0,6 mi), mas acima disso o nível aumentou consideravelmente, com a radiação detectada a 5 km (3,1 milhas), sendo cerca de duas vezes ao nível do mar. Sua conclusão foi que havia radiação penetrando na atmosfera vinda do espaço sideral, e sua descoberta foi confirmada por Robert Andrews Millikan em 1925, que deu à radiação o nome de "raios cósmicos". A descoberta de Hess abriu as portas para muitas novas descobertas em partículas e física nuclear.  Em particular, tanto o pósitron e o múon foram descobertos pela primeira vez em raios cósmicos por Carl David Anderson. Hess e Anderson dividiram o Prêmio Nobel de Física de 1936.

## Publicações
- Hess, Victor F. (1928). The Electrical Conductivity of the Atmosphere and Its Causes. [S.l.]: Constable & Company. OCLC 1900377